# Dyskografia Arctic Monkeys
Dyskografia zespołu Arctic Monkeys, brytyjskiej grupy indierockowej, składająca się z pięciu albumów studyjnych, trzech minialbumów (EP) i dwudziestu singli.

## Albumy

### Albumy studyjne
| Whatever People Say I Am, That’s What I’m Not | - Wydano 23 stycznia 2006 - Wydawnictwo: Domino (WIGCD #162) - Produkcja: Jim Abbiss, Alan Smyth - Format: CD, LP, Digital download                | –  | 1 | 1 | 9 | 6 | 17 | 20 | 1 | 9  | 8 | 24 | - Wielka Brytania: 4x platyna - Australia: platyna - Japonia: złoto - IFPI Dania: złoto | - Wielka Brytania: 1175982 - USA: 300000+ |
| Favourite Worst Nightmare                     | - Wydano 23 kwietnia 2007 - Wydawnictwo: Domino(WIGCD #188), Warner Bros. - Produkcja: James Ford, Mike Crossey - Format: CD, LP, Digital download | 48 | 1 | 2 | 3 | 1 | 6  | 2  | 1 | 4  | 1 | 7  | - Wielka Brytania: 2x platyna - Australia: złoto - Japonia: złoto                       | - Wielka Brytania: 821128 - USA: 44000+   |
| Humbug                                        | - Wydano 19 sierpnia 2009 - Wydawnictwo: Domino(WIGCD #220) - Produkcja: Josh Homme, James Ford - Format: CD, LP, Digital download                 | 49 | 1 | 2 | 1 | 4 | 2  | 4  | 1 | 4  | 2 | 15 | - Wielka Brytania: platyna                                                              | - Wielka Brytania: 320921 - USA: 28000+   |
| Suck It and See                               | - Wydano 6 czerwca 2011 - Wydawnictwo: Domino - Produkcja: James Ford - Format: CD, LP, Digital download                                           | –  | 1 | 4 | 2 | 2 | 7  | 10 | 3 | 12 | 6 | 14 | - Wielka Brytania: złoto                                                                | - Wielka Brytania: 287417 - USA: 21000+   |
| AM                                            | - Wydano 6 września 2013 - Wydawnictwo: Domino - Produkcja: James Ford, Ross Orton - Format: CD, LP, Deluxe LP, Digital download                   | 3  | 1 | 1 | 1 | 1 | 4  | 3  | 1 | 10 | 1 | 6  | - Wielka Brytania: platyna - Australia: złoto - Polska: platyna                         | - Wielka Brytania: 321000+ - USA: 42000+  |
| „–” album nie notowany na liście przebojów    | |    |   |   |   |   |    |    |   |    |   |    |                                                                                         |                                           |

### Albumy wideo
| Tytuł                        | Szczegóły                                                     | Status płyty           |
| ---------------------------- | ------------------------------------------------------------- | ---------------------- |
| Scummy Man                   | - Wydano 10 kwietnia 2006 - Wydawnictwo: Domino - Format: DVD | –                      |
| Arctic Monkeys at the Apollo | - Wydano 3 listopada 2008 - Wydawnictwo: Domino - Format: DVD | Wielka Brytania: złoto |

### EP
| Tytuł                                      | Szczegóły | Najwyższe miejsce | Najwyższe miejsce | Najwyższe miejsce | Najwyższe miejsce | Najwyższe miejsce | Najwyższe miejsce |
| Tytuł                                      | Szczegóły | Australia         | Dania             | Niemcy            | Irlandia          | Francja           | Japonia           |
| ------------------------------------------ | --- | ----------------- | ----------------- | ----------------- | ----------------- | ----------------- | ----------------- |
| Five Minutes with Arctic Monkeys           | - Wydano 30 maja 2005 - Wydawnictwo: Bang Bang (BANGB #71) - Format: CD, LP                                                            | –                 | –                 | –                 | –                 | –                 | –                 |
| Who the Fuck Are Arctic Monkeys?           | - Wydano 24 kwietnia 2006 - Wydawnictwo: Domino (RUG #226) - Producent: Jim Abbiss tylko pierwszy utwór, Mike Crossey - Format: CD, LP | 37                | 2                 | 79                | 5                 | 52                | 137               |
| „–” album nie notowany na liście przebojów | |                   |                   |                   |                   |                   |                   |

### Inne albumy
| Tytuł                 | Szczegóły                                                                           |
| --------------------- | ----------------------------------------------------------------------------------- |
| Beneath the Boardwalk | - Album demonstracyjny - Wydany: 2004 - Wydanie i dystrybucja własna Arctic Monkeys |

## Single
| I Bet You Look Good on the Dancefloor       | 2005 | – | 1   | 18 | –  | 15 | 100 | –  | 12 | 61  | 99 | –  | - Wielka Brytania: złoto  | Whatever People Say I Am, That’s What I’m Not |
| When the Sun Goes Down                      | 2006 | – | 1   | 26 | 62 | –  | –   | 89 | 11 | 52  | 72 | –  | - Wielka Brytania: srebro | Whatever People Say I Am, That’s What I’m Not |
| Fake Tales of San Francisco                 | 2006 | – | –   | –  | –  | –  | –   | –  | –  | –   | 31 | –  |                           | Whatever People Say I Am, That’s What I’m Not |
| Leave Before the Lights Come On             | 2006 | – | 4   | 81 | –  | 11 | –   | –  | 16 | 57  | –  | –  |                           | brak albumu                                   |
| Brianstorm                                  | 2007 | – | 2   | 67 | 59 | 4  | 44  | 64 | 7  | 24  | 36 | –  |                           | Favourite Worst Nightmare                     |
| Matador / Da Frame 2R                       | 2007 | – | –   | –  | –  | –  | –   | –  | –  | –   | –  | –  |                           | Favourite Worst Nightmare                     |
| Fluorescent Adolescent                      | 2007 | – | 5   | –  | 57 | 9  | 88  | 86 | 12 | 61  | –  | –  | - Wielka Brytania: srebro | Favourite Worst Nightmare                     |
| Teddy Picker                                | 2007 | – | 20  | –  | 75 | –  | 99  | –  | 32 | 116 | 98 | –  |                           | Favourite Worst Nightmare                     |
| Crying Lightning                            | 2009 | – | 12  | 70 | 63 | –  | 23  | –  | –  | 44  | –  | –  |                           | Humbug                                        |
| Cornerstone                                 | 2009 | – | 94  | 99 | 68 | –  | 42  | –  | –  | –   | –  | –  |                           | Humbug                                        |
| My Propeller                                | 2010 | – | 90  | –  | 57 | –  | 56  | –  | –  | –   | –  | –  |                           | Humbug                                        |
| Don’t Sit Down ‘Cause I’ve Moved Your Chair | 2011 | – | 28  | –  | 50 | 6  | 76  | 89 | –  | –   | 55 | –  |                           | Suck It and See                               |
| The Hellcat Spangled Shalalala              | 2011 | – | 167 | –  | 65 | –  | –   | –  | –  | –   | –  | –  |                           | Suck It and See                               |
| Suck It and See                             | 2011 | – | 149 | –  | 70 | –  | –   | –  | –  | –   | –  | –  |                           | Suck It and See                               |
| Black Treacle                               | 2012 | – | 173 | –  | 75 | –  | –   | –  | –  | –   | –  | –  |                           | Suck It and See                               |
| R U Mine?                                   | 2012 | – | 23  | 94 | 61 | –  | 147 | –  | 65 | –   | –  | –  |                           | AM                                            |
| Come Together                               | 2012 | – | 21  | –  | –  | –  | –   | –  | –  | –   | –  | –  |                           | Isles of Wonder                               |
| Do I Wanna Know?                            | 2013 | 1 | 11  | 37 | 33 | –  | 45  | –  | 14 | –   | 62 | 83 | - Wielka Brytania: srebro | AM                                            |
| Why’d You Only Call Me When You’re High?    | 2013 | – | 8   | –  | 31 | –  | 164 | –  | 33 | –   | –  | –  |                           | AM                                            |
| One for the Road                            | 2013 | 9 | 112 | –  | 79 | –  | –   | –  | –  | –   | –  | –  |                           | AM                                            |
| „–” utwór nie notowany na liście przebojów  |      |   |     |    |    |    |     |    |    |     |    |    |                           |                                               |

### Inne notowane utwory
| The View from the Afternoon                    | 2006 | 74  | –  | –  | Who the Fuck Are Arctic Monkeys?                |
| If You Found This It’s Probably Too Late       | 2007 | 124 | –  | –  | singel Brianstorm                               |
| Temptation Greets You Like Your Naughty Friend | 2007 | 77  | –  | –  | singel Brianstorm                               |
| What If You Were Right the First Time?         | 2007 | 114 | –  | –  | singel Brianstorm                               |
| D Is for Dangerous                             | 2007 | 116 | –  | –  | Favourite Worst Nightmare                       |
| Balaclava                                      | 2007 | 104 | –  | –  | Favourite Worst Nightmare                       |
| Only Ones Who Know                             | 2007 | 130 | –  | –  | Favourite Worst Nightmare                       |
| Do Me a Favour                                 | 2007 | 127 | –  | –  | Favourite Worst Nightmare                       |
| This House Is a Circus                         | 2007 | 132 | –  | –  | Favourite Worst Nightmare                       |
| If You Were There, Beware                      | 2007 | 189 | –  | –  | Favourite Worst Nightmare                       |
| The Bad Thing                                  | 2007 | 140 | –  | –  | Favourite Worst Nightmare                       |
| Old Yellow Bricks                              | 2007 | 122 | –  | –  | Favourite Worst Nightmare                       |
| 505                                            | 2007 | 74  | –  | 64 | Favourite Worst Nightmare                       |
| The Bakery                                     | 2007 | 161 | –  | –  | singel Fluorescent Adolescent                   |
| Plastic Tramp                                  | 2007 | 153 | –  | –  | singel Fluorescent Adolescent                   |
| Too Much to Ask                                | 2007 | 178 | –  | –  | singel Fluorescent Adolescent                   |
| Sketchead                                      | 2009 | 80  | –  | –  | singel Cornerstone                              |
| Fright Lined Dining Room                       | 2009 | –   | 29 | –  | singel Cornerstone                              |
| Catapult                                       | 2009 | –   | 35 | –  | singel Cornerstone                              |
| The Afternoon’s Hat                            | 2010 | –   | 27 | –  | singel My Propeller                             |
| Joining the Dots                               | 2010 | –   | 28 | –  | singel My Propeller                             |
| Evil Twin                                      | 2011 | 114 | 16 | –  | singel Suck It and See                          |
| Electricity                                    | 2012 | 128 | 10 | –  | singel R U Mine?                                |
| 2013                                           | 2013 | –   | 36 | –  | singel Do I Wanna Know?                         |
| Stop the World I Wanna Get Off with You        | 2013 | 74  | 12 | –  | singel Why’d You Only Call Me When You’re High? |
| Arabella                                       | 2013 | 155 | 26 | –  | AM                                              |
| You’re So Dark                                 | 2013 | –   | 27 | –  | singel One for the Road                         |
| „–” utwór nie notowany na liście przebojów     |      |     |    |    |                                                 |

## Teledyski
| Tytuł                                       | Rok  | Reżyser                       |
| ------------------------------------------- | ---- | ----------------------------- |
| Fake Tales of San Francisco                 | 2005 | Chris Commons, Mark Bull      |
| I Bet You Look Good on the Dancefloor       | 2005 | Huse Monfaradi                |
| When the Sun Goes Down                      | 2006 | Paul Fraser                   |
| The View from the Afternoon                 | 2006 | W.I.Z.                        |
| Leave Before the Lights Come On             | 2006 | John Hardwick                 |
| Brianstorm                                  | 2007 | Huse Monfaradi                |
| Fluorescent Adolescent                      | 2007 | Richard Ayoade                |
| Teddy Picker                                | 2007 | Roman Coppola                 |
| Crying Lightning                            | 2009 | Richard Ayoade                |
| Cornerstone                                 | 2009 | Richard Ayoade                |
| My Propeller                                | 2010 | Will Lovelace, Dylan Southern |
| Brick by Brick                              | 2011 | Focus Creeps                  |
| Don’t Sit Down ‘Cause I’ve Moved Your Chair | 2011 | Focus Creeps                  |
| The Hellcat Spangled Shalalala              | 2011 | Focus Creeps                  |
| Suck It and See                             | 2011 | Focus Creeps                  |
| Evil Twin                                   | 2011 | Focus Creeps                  |
| Black Treacle                               | 2012 | Focus Creeps                  |
| You and I                                   | 2012 | Focus Creeps                  |
| R U Mine?                                   | 2012 | Focus Creeps                  |
| Do I Wanna Know?                            | 2013 | David Wilson                  |
| Why’d You Only Call Me When You’re High?    | 2013 | Nabil Elderkin                |
| One for the Road                            | 2013 | Focus Creeps                  |
| Arabella                                    | 2014 | Jake Nava                     |
| Snap Out of It                              | 2014 | Focus Creeps                  |
| Four Out of Five                            | 2018 | Ben Chappell, Aaron Brown     |
| Tranquility Base Hotel & Casino             | 2018 | Ben Chappell, Aaron Brown     |
| There’d Better Be A Mirrorball              | 2022 | Alex Turner                   |
| Body Paint                                  | 2022 | Brook Linder                  |
| I Ain’t Quite Where I Think I Am            | 2022 | Ben Chappell, Zackery Michael |
| Sculptures Of Anything Goes                 | 2023 | Ben Chappell                  |